# Frieder Weissmann

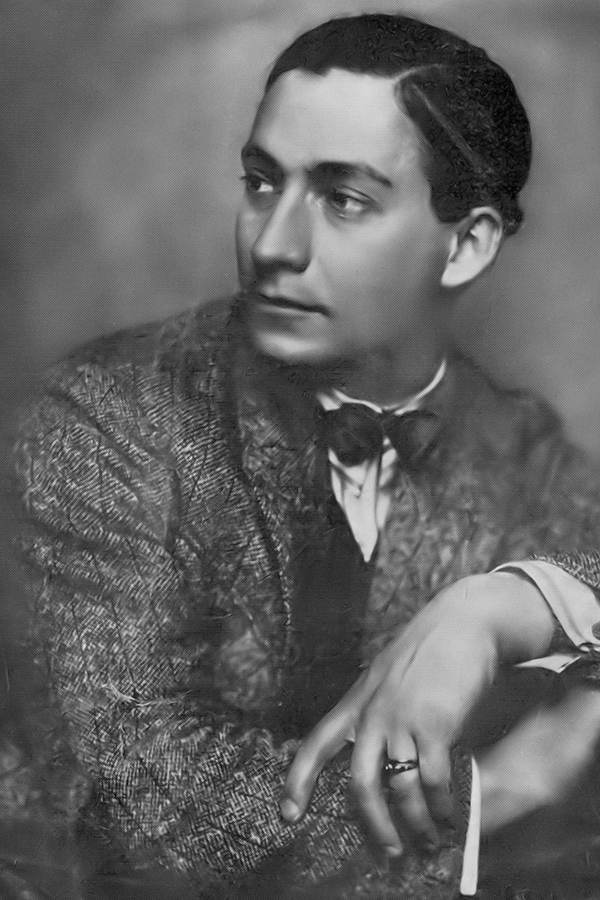
Dr. Frieder Weissmann (1927)

Frieder Weissmann (Langen (Hessen), 23 januari 1893 - Amsterdam, 4 januari 1984) was een van de bekendste jonge Duitse dirigenten  ten tijde van de Weimarrepubliek. Hij nam gedurende zijn carrière meer dan 2000 grammofoonplaten op.

## Levensloop van Frieder Weissmann
Samuel of Semy werd geboren in Langen (Hessen) als zoon van een in Klodawa (Polen) geboren vader, Isidore Weissmann, en een in Monsheim geboren moeder, Auguste Löb. Hij groeide op in Frankfurt, waar zijn vader voorzanger in de hoofd-synagoge was. Vanaf 1916 gebruikte hij de roepnaam Frieder. 
Hoewel hij zich aangetrokken voelde tot muziek, wilde zijn vader dat hij rechten studeerde, maar de organist Philipp Wolfrum en later de componist Walter Braunfels stuurden hem toch in de richting van de klassieke muziek. In het bijzonder de opkomende grammofoonplatenindustrie zorgde ervoor dat hij uitgroeide tot een vooraanstaand musicus.
In 1920 promoveerde hij aan de Universiteit van München met een dissertatie over de componist Georg Abraham Schneider. Hij was tussen 1921 en 1933 als huisdirigent van de platenlabels Parlophone en Odeon verantwoordelijk voor het merendeel van de klassieke grammofoonopnames in Duitsland en hij was de eerste dirigent die alle Beethovensymfonieën op de plaat zette. Hij werkte met veel grote musici van die tijd, zoals Richard Tauber, Joseph Schmidt, Lotte Lehmann, Lauritz Melchior, Emanuel Feuermann, Josef Wolfsthal en Moriz Rosenthal. Weissmann had in deze periode een relatie met de sopraan Meta Seinemeyer. Hij trouwde met haar vlak voor ze in 1929 stierf aan leukemie
In 1933 greep Hitler de macht, en toen de nazi's boeken die niet voldeden aan nazirichtlijnen, begonnen te verbranden vluchtte hij naar Nederland en vervolgde zijn carrière voor het Concertgebouworkest en met radio-uitzendingen van de AVRO. Hij trad vanaf 1934 op in Argentinië (waarvan hij later zei dat het tot de mooiste herinneringen van zijn carrière behoorde). Hij werkte in Nederland en in Argentinië omdat de theaterseizoenen elkaar afwisselden. Hij kreeg in 1935 het Argentijnse staatsburgerschap en huwde in 1937 zijn tweede echtgenote, Rosita Chevallier-Boutell. Vanaf 1937 trad hij op in de Verenigde Staten. Nadat zijn vader enkele maanden na de Kristallnacht overleed haalde hij met hulp van de sopraan Ankie van Wickevoort Crommelin, die toegang tot regeringskringen had, zijn moeder in 1939 naar Amsterdam. Toen de Tweede Wereldoorlog uitbrak was hij echter in Amerika en kon hij niet meer terug naar Nederland, waar zijn moeder werd opgepakt en vermoord. 
Na de oorlog bleef hij in Amerika dirigeren maar in 1948 was hij voor het eerst weer in Nederland om voor het 25-jarig jubileum van de AVRO te spelen. Van 1950 tot 1953 dirigeerde hij in Cuba totdat daar de politieke situatie dat verhinderde. Daarna trad hij alleen nog op als gastdirigent op vele podia. Hij dirigeerde in Italië, België en Nederland, maar na vijftig jaar ook weer in Duitsland, overigens matig gewaardeerd. 
In 1958 raakte Weissmann bevriend met Sylvia Quiël, een relatie die, met een hiaat tussen 1961 en 1965, tot 1976 duurde. Na de dood van Rosa, Weissmanns vrouw,  in 1980 vereenzaamde hij. Hij werd tweemaal in het ziekenhuis opgenomen. Een jaar na de dood van zijn vrouw haalden Carel en Sylvia Willink hem uit de Verenigde Staten naar Nederland, waar hij in een hotel verbleef. 

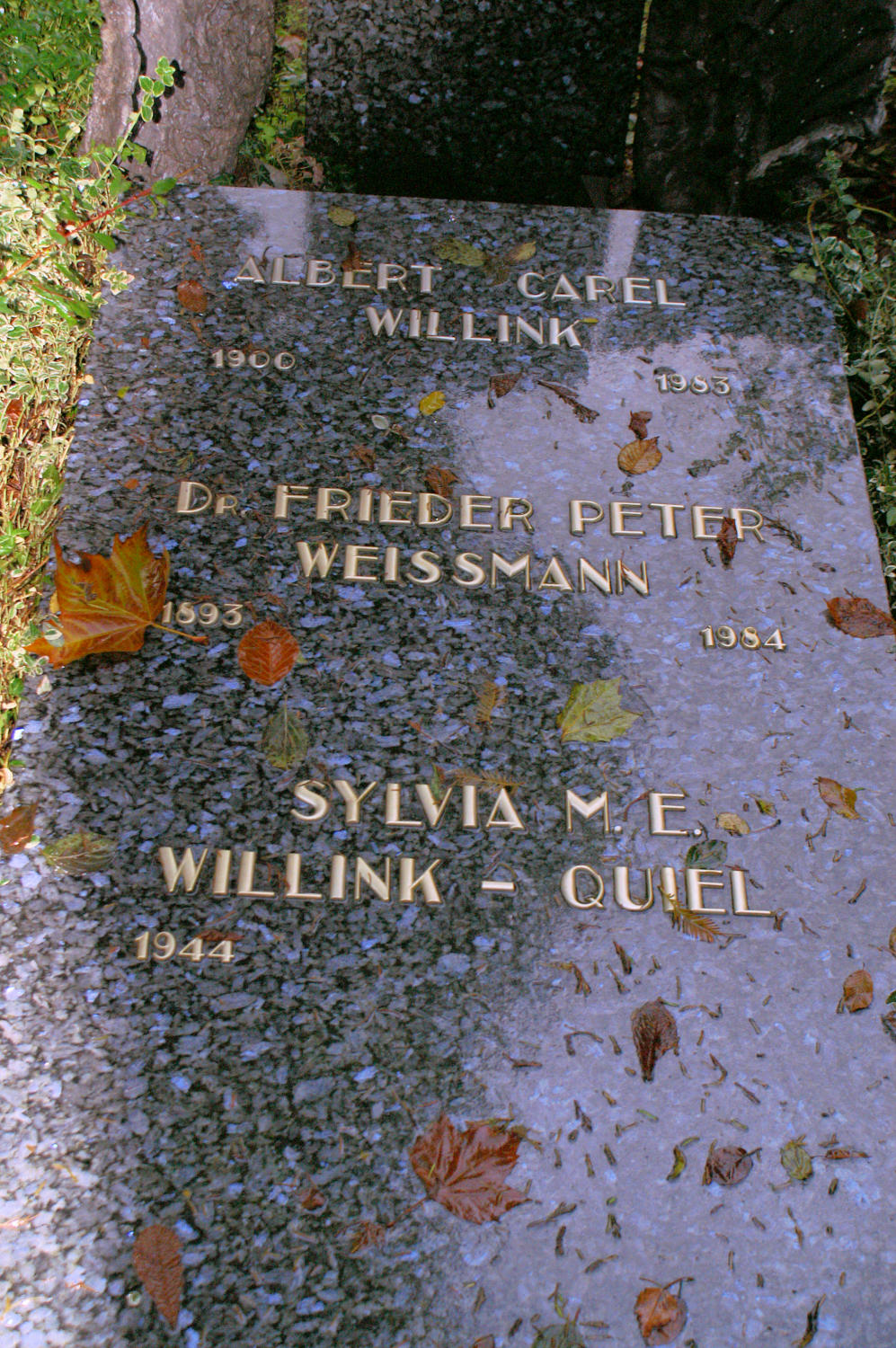
Het graf van Willink, waarin ook Weissmann werd begraven

Weissmann stierf op 4 januari 1984 op 90-jarige leeftijd en werd begraven op Zorgvlied in het graf van de schilder Carel Willink.

## Optredens
- 1920-1924: dirigent, Staatsoper Unter den Linden, Berlijn
- 1920-1933: dirigent bij de labels Parlophon en Odéon in Berlijn
- 1924-1925: dirigent, Münster Opera
- 1926-1927: dirigent, Königsberg Opera
- 1926-1930: dirigeert de Dresdner Philharmoniker
- 1931-1933: dirigeert het Concertgebouworkest
- 1932-1933: dirigeert de Berliner Philharmoniker
- 1934-1937: dirigeert in Teatro Colón (Buenos Aires)
- 1937: debuut in Amerika met Cincinnati Symphony Orchestra
- 1943-1950: dirigent, Scranton Philharmonic Orchestra
- 1950: dirigent, Orquesta Filarmónica de La Habana

## Wetenswaardigheden

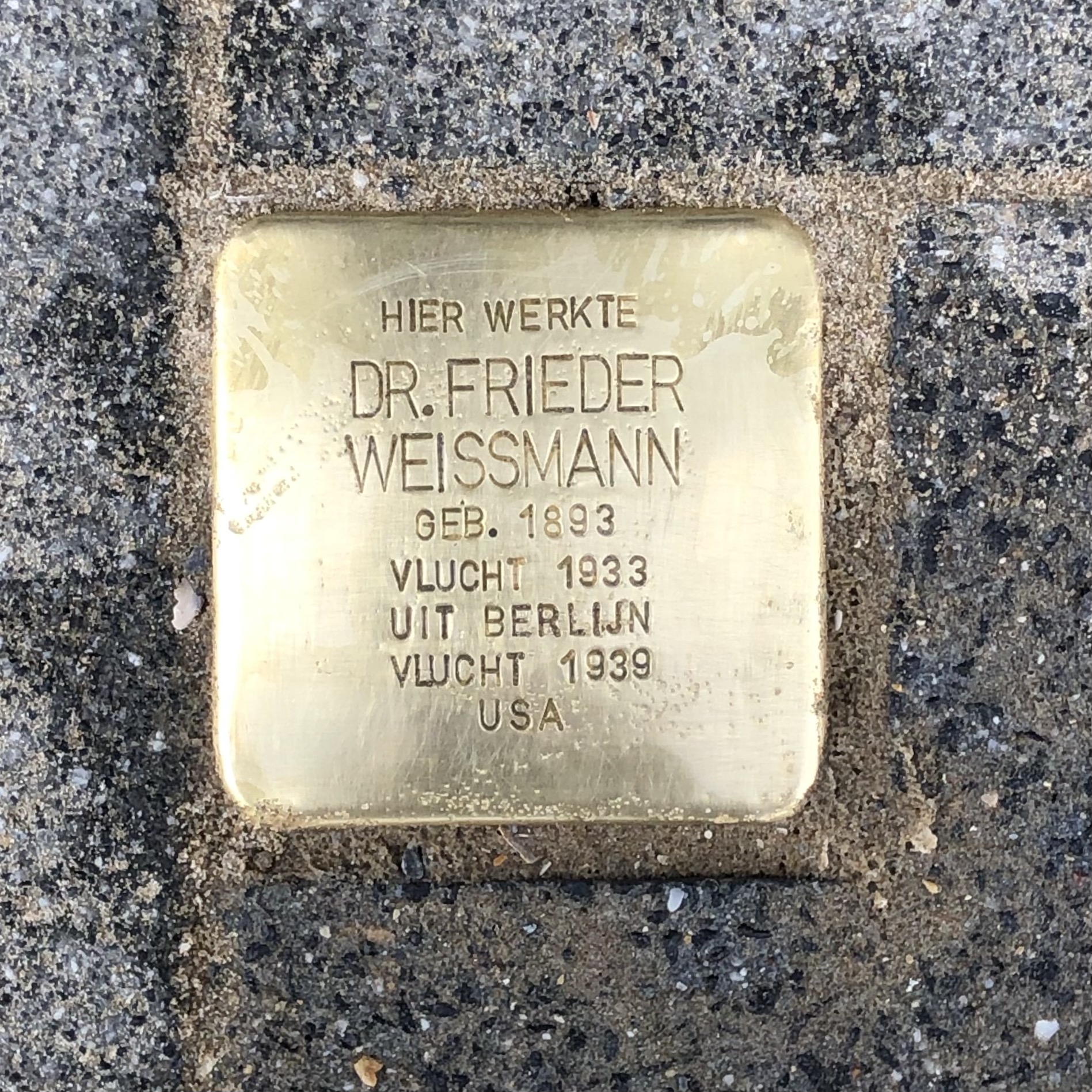
Stolperstein voor Frieder Weissmann voor het Concertgebouw

- Bij zijn geboorte kreeg hij de naam Samuel Weissmann, maar in 1916 veranderde hij dat in Frieder of Friedrich Weissmann. Op zijn graf staat Frieder Peter Weissmann.
- Hij gebruikte het pseudoniem Ping-Pong voor zijn werk als schlager-componist.
- Weissmann gebruikte in Nederland kort het pseudoniem Marco Ibanez.
- Weissmann heeft gedurende zijn leven vijf nationaliteiten gehad, Russisch, Fins, Duits, Argentijns en Amerikaans.
- Hij wordt veelal vermeld als Dr. Frieder Weissmann omdat hij in 1920 tot doctor in de filosofie promoveerde.
- Hij bevond zich aan boord van de SS Orania toen dat schip in de haven van Leixões in Portugal zonk.
- Voor Milletstraat 58 in Amsterdam is een Stolperstein voor Weissmans moeder geplaatst.[6]
- Voor het Concertgebouw is een Stolperstein voor Frieder Weissmann geplaatst.[7]

## Vernoemingen
- Het Frieder Weissmann Fonds stelt jonge talentvolle dirigenten in de gelegenheid zich te ontwikkelen in Het Concertgebouw.[8]